# Piles
Piles település Spanyolországban, Valencia tartományban. Piles L’Alqueria de la Comtessa, Miramar, Oliva és Palmera községekkel határos. Lakosainak száma 3195 fő (2024).

## Népesség
A település népessége az utóbbi években az alábbiak szerint változott:
| Lakosok száma | 2067 | 2347 | 2664 | 2878 | 2877 | 2701 | 2712 | 2685 | 2882 | 3195 |
|               | 2001 | 2004 | 2007 | 2009 | 2012 | 2014 | 2017 | 2019 | 2022 | 2024 |